# Читателски клуб на НБУ
Читателският клуб на Нов български университет е създаден през есенния семестър на учебната 2017/2018 г. Постоянни модератори на клуба са проф. Пламен Дойнов, доц. Йордан Ефтимов и доц. Морис Фадел.

## Сбирки
2017/2018
- Декември 2017: „Шегата“ от Милан Кундера[3][4]
- Януари 2018: „Хавра“ от Захари Карабашлиев[5][6]
- Февруари 2018: „Изкупление“ от Иън Макюън[7][8]
- Март 2018: „Подчинение“ от Мишел Уелбек[9][10]
- Април 2018: „Човек на име Уве“ от Фредрик Бакман[11][12]
- Май 2018: „Бог ми е свидетел“ от Макис Цитас[13][14]
- Юни 2018: „Жените на Варшава“ от Георги Марков[15][16]

2018/2019
- Октомври 2018: „Законът за детето“ от Иън Макюън[17][18]
- Ноември 2018: „В очакване на варварите“ от Джон Максуел Кутси[19][20]
- Декември 2018: „Американски пасторал“ от Филип Рот[21][22]
- Януари 2019: „Английският пациент“ от Майкъл Ондатджи[23][24]
- Февруари 2019: „Емигрантите“ от Винфрид Георг Зебалд[25][26]
- Март 2019: „Игра на тронове“ от Джордж Р. Р. Мартин[27][28]
- Април 2019: „В кафенето на екзистенциалистите“ от Сара Бейкуел[29]
- Май 2019: „Стив Джобс“ от Уолтър Айзъксън[30][31]
- Юни 2019: „Невидимите градове“ от Итало Калвино[32][33]

2019/2020
- Октомври 2019: „Liverpool, моят дом“ от Кени Далглиш[34][35]
- Ноември 2019: „Роджър Уотърс. Човекът зад Стената“ от Дейв Томпсън[36][37]
- Декември 2019: „Кафка на плажа“ от Харуки Мураками[38][39]
- Януари 2020: „Депеш Мод“ от Сергий Жадан[40][41]
- Февруари 2020: „Кръв от къртица“ от Здравка Евтимова[42][43]
- Март 2020: „Светът от вчера“ от Стефан Цвайг[44]
- Април 2020: „Летище“ от Артър Хейли[45]
- Май 2020: „Чернобилска молитва“ от Светлана Алексиевич[46]
- Юни 2020: „Бегуни“ от Олга Токарчук[47]

2020/2021
- Октомври 2020: „Кръстникът“ от Марио Пузо[48][49]
- Ноември 2020: „Поща“ от Чарлс Буковски[50][51]
- Декември 2020: „Пяната на дните“ от Борис Виан[52][53]
- Януари 2021: „Талантливият мистър Рипли“ от Патриша Хайсмит[54][55]
- Февруари 2021: „451 градуса по Фаренхайт“ от Рей Бредбъри[56][57]
- Март 2021: „Хомо Фабер“ от Макс Фриш[58]
- Април 2021: „Поручик Бенц“ от Димитър Димов[59][60]
- Май 2021: „Майстора и Маргарита“ от Михаил Булгаков[61][62]
- Юни 2021: „Аферата Льомоан“ от Марсел Пруст[63][64]

2021/2022
- Октомври 2021: „Бели облаци: От древнокитайската поезия до японските тристишия хайку“ (съставител и преводач Крум Ацев)[65][66]
- Ноември 2021: „Великата суета“ от Борис Априлов[67][68]
- Декември 2021: „Мозъкът на Андрю“ от Едгар Лорънс Доктороу[69][70]
- Януари 2022: „Спасителят в ръжта“ от Джеръм Дейвид Селинджър[71][72]
- Февруари 2022: „Зимата на нашето недоволство“ от Джон Стайнбек[73][74]
- Март 2022: „Двойки“ от Джон Ъпдайк[75][76]
- Април 2022: „Емили Л.“ от Маргьорит Дюрас[77][78]
- Май 2022: „Баудолино“ от Умберто Еко[79][80]
- Юни 2022: „Флъш“ от Вирджиния Улф[81][82]

2022/2023
- Октомври 2022: „Страх и омраза в Лас Вегас“ от Хънтър Томпсън[83][84]
- Ноември 2022: „Котешка люлка“ от Кърт Вонегът[85][86]
- Декември 2022: „Портокал с часовников механизъм“ от Антъни Бърджес[87][88]
- Януари 2023: „Мраз“ от Томас Бернхард[89][90]
- Февруари 2023: „Къщата край канала“ от Жорж Сименон[91][92]
- Март 2023: „Морякът, комуто морето обърна гръб“ от Юкио Мишима[93][94]
- Април 2023: „Химия на шегата“ от Михаил Вешим[95][96]
- Май 2023: „Параграф 22“ от Джоузеф Хелър[97][98]
- Юни 2023: „Фермата на животните“ от Джордж Оруел[99]

2023/2024
- Октомври 2023: „Годините“ от Ани Ерно[100][101]
- Ноември 2023: „Чужденецът“ от Албер Камю[102][103]
- Декември 2023: „Хагабула“ от Тодор П. Тодоров[104][105]
- Януари 2024: „Мистични разкази“ от Едгар Алън По[106][107]
- Февруари 2024: „Край морето“ от Абдулразак Гурна[108][109]
- Март 2024: „Трилогия“ от Юн Фосе[110][111]
- Април 2024: „Пнин“ от Владимир Набоков[112][113]
- Май 2024: „Трима души в една лодка (без да става дума за кучето)“ от Джером К. Джером[114][115]
- Юни 2024: „Петият вагон и други истории. Малки романи за из път“ от Христо Карастоянов[116][117]

2024/2025
- Октомври 2024: „Портретът на Дориан Грей“ от Оскар Уайлд[118][119]
- Ноември 2024: „Разказът на прислужницата“ от Маргарет Атууд[120][121]
- Декември 2024: „Автобиография“ от Бранислав Нушич[122][123]
- Януари 2025: „Тайната на Старата гора“ от Дино Будзати[124][125]
- Февруари 2025: „Слепота“ от Жозе Сарамаго[126][127]
- Март 2025: „Парфюмът“ от Патрик Зюскинд[128][129]
- Април 2025: „Вегетарианката“ от Хан Канг[130][131]
- Май 2025: „Великият Гетсби“ от Франсис Скот Фицджералд[132][133]
- Юни 2025: „Китай в десет думи“ от Ю Хуа[134]